# Ziarnina

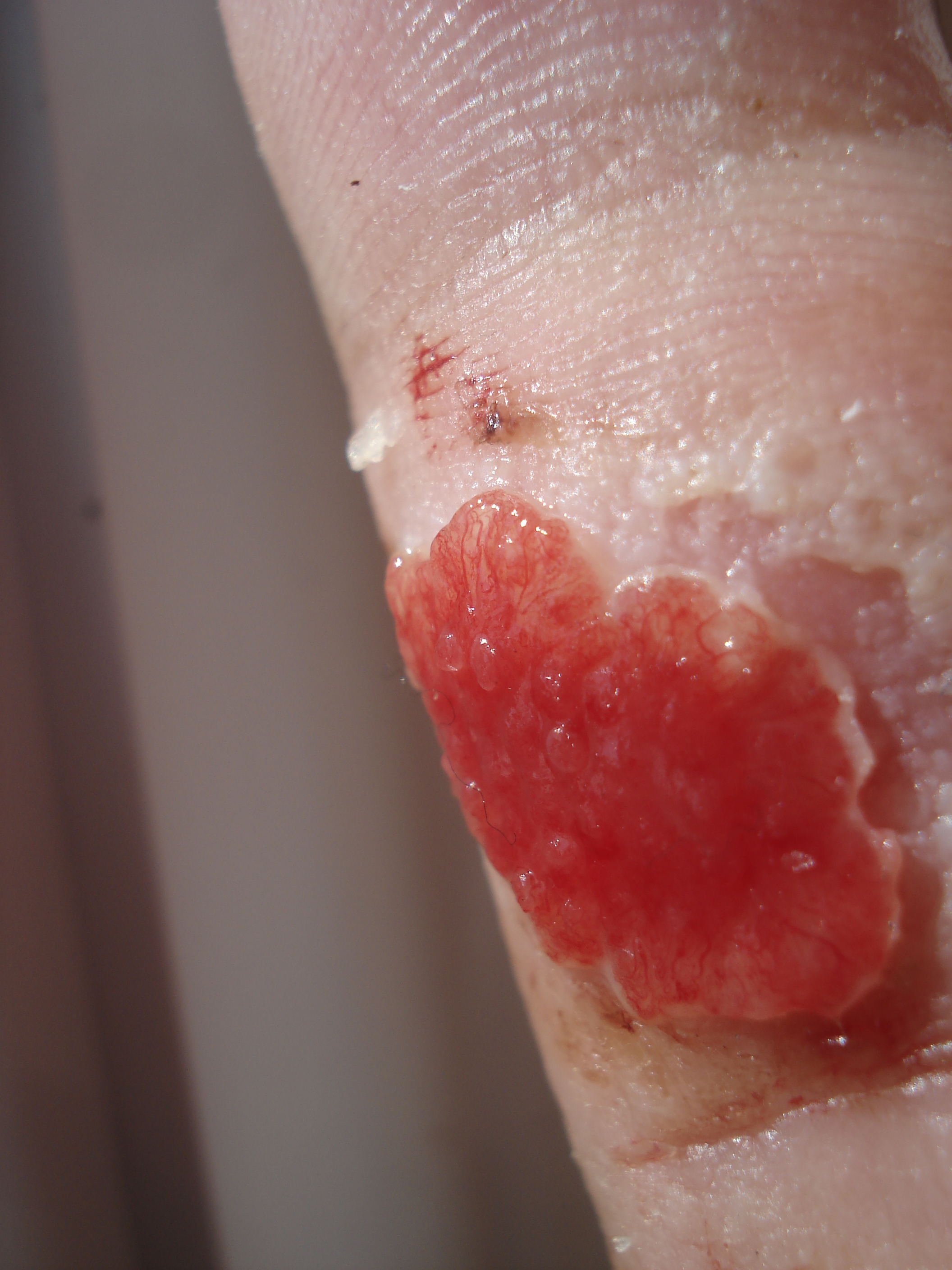
Przykład ziarniny na skaleczonym palcu

Ziarnina (łac. granulatio) – nowo powstała tkanka łączna zawierająca bogatą sieć naczyń włosowatych. Ziarnina jest jednym z procesów naprawy (gojenia) tkanek, które uległy uszkodzeniu i mają małą zdolność regeneracji lub nie posiadają jej wcale. Wypełnia ona ubytek powstały po uszkodzeniu tkanki. Naprawa tkanki poprzez ziarninowanie może następować na skutek oparzenia, urazu lub zakażenia.